# Inelativ
Inelativ (förkortat: INEL) är ett grammatiskt kasus som anger någonting "inifrån" (det vill säga "ut ur").
Kasuset förekommer i lezginska, exempelvis:
- Варшавадай Тегьрандиз саки вад югъ рехъ ава.
- Varshavadaj Tehrandiz saki vad jugh reqh ava.
- Det är nästan fem dagars resa från Warszawa till Teheran.

Det kan i lezginska dessutom användas för att uttrycka "(i utbyte) mot", exempelvis:
- Заз гайи куьмекдай ваз сагърай лугьузва.
- Zaz gaji kymekdaj vaz saghraj luhuzwa.
- Jag tackar er för den hjälp ni har gett mig.